# Aoristo nel greco antico
La pagina mostra l'aoristo del greco antico, uno dei tempi del sistema verbale del greco antico.

## Desinenze verbali
Ai temi temporali del verbo eventualmente modificati da suffissi, infissi e vocali tematiche, sono aggiunte le desinenze, che indicano la persona, il numero, la diatesi e in parte il tempo. Le desinenze si distinguono in primarie, che si trovano nell'indicativo dei tempi principali (presente, futuro, parte del perfetto), nel congiuntivo di tutti i tempi, nella I persona singolare attiva degli ottativi uscenti in -οι e in -αι; poi le desinenze secondarie o storiche, che marcano la forma del passato, ricorrono all'indicativo dei tempi storici (imperfetto, aoristo, piuccheperfetto), ma caratterizzano anche l'ottativo di tutti i tempi, eccettuata la I persona singolare attiva degli ottativi in -οι-/αι, e gran parte delle II persone singolari attive dei presenti atematici.
Ciascun tipo di desinenza si distingue tra diatesi attiva e media. Le desinenze mediopassive sono sostanzialmente identiche sia per la flessione tematica che per l'atematica, esse servono a esprimere la voce passiva in quasi tutti i tempi. L'imperativo ha desinenze proprie, così pure il perfetto indicativo attivo nelle prime tre persone singolari (sia nel I debole, nel II forte e nel III fortissimo), mentre per il resto della coniugazione ricorre a quelle dei tempi principali. In alcuni casi, come nel presente contratto, ma anche nel futuro attico e dorico, le desinenze si fondono con la vocale tematica e non sono separabili, così sono dette "terminazioni".

## Desinenze attive

### Desinenze primarie o principali (tematiche)
- Desinenze primarie
  - Tematiche

Attivo
Singolare
- - I -(ω)
  - II -ις (in base alla vocale tematica, può essere preceduto dalle vocali ε-α-ο)
- III - ι (stessa cosa della II persona)

Duale
- II -τον
- III -τον

Plurale
- I -μεν
- II -τε
- III - *N°τι - la N sonante indoeuropea davanti a consonante ha esito di vocale, davanti a vocale il contrario. Per le desinenze atematiche della III persona plurale da esito α. Qui viene per assibilazione >νσι, con caduta successiva di ν davanti a sibilante > -σι(ν)

### Desinenze secondarie o atematiche
- - Desinenze atematiche attive

Singolare
- I - μι
- II -σι > ς, si riduce a solo sigma altrimenti sarebbe risultato uguale alla III singolare
- III -τι > con assibilazione in -σι

Duale
- II -τον
- III -τον

Plurale
- I -μεν
- II -τε
- III -N°τι > ᾱσι (-εντι)

- - Desinenze passive sia per i verbi tematici e atematici

Singolare
- I -μαι
- II -σαι (dopo vocale tematica si riduce in ῃ> ει onde evitare doppioni e confusioni con il congiuntivo)
- III -ται

Duale
- II -σθον
- III -σθον

Plurale
- I -μεθα (anche -μεσθα)
- II -εσθε
- III -νται (-αται per gli atematici con davanti consonante)

### Alcuni fenomeni di contrazione e di casi letterari
Nell'attivo della flessione tematica la I persona singolare non presenta una desinenza, ma la vocale tematica -ο- allungata, le desinenze della II e III singolare derivano da uscite atematiche *λυεσι, per la II in questo caso la caduta di sigma determinò l'aggiunta del sigma finale ς per differenziare la persona dalla III; questa probabilmente usciva in *λυετι, successivamente subì l'assibilazione e poi caduta del sigma, venendo come la si vede oggi. I dialetti dorici hanno per la I persona plurale la desinenza -μες, per l'indoeuropeo esistevano 3 forme alternanti apofoniche *-enti/ *-onti / *-nti, di quest'ultima si ha traccia solo nel verbo εἰμί. La desinenza generalizzata -ντι, presente nella III persona plurale del dorico, dà luogo a -νσι per assibilazione, con successiva caduta del ν e allungamento di compenso della vocale tematica; secondo altri questo ν sarebbe efelcistico o mobile, dato che appare alla fine della desinenza, non sempre.
Nell'attivo della flessione atematica, la desinenza -σι della II singolare ha lasciato traccia nell'allungamento εἶ (uguale alla II singolare presente di εἰμί), nata da un *εσ+σι > *εσι con caduta di sigma; presente anche nel verbo εἶμι <*εj+σι. Questo fenomeno del sigma è evidente soprattutto nel dialetto eolico, ossia in Saffo. Nella III singolare la forma -τι (εσ-τι) in genere passa a -σι per assibilazione; nella III plurale è probabile che dall'originario *-nti indoeuropeo con N° sonante vocalizzata in α, si inserisse o il ν efelcistico, risultando *-αντι, e dopo l'assibilazione in *-ανσι, con caduta del ν davanti a sibilante, sia risultato definitivamente in -αι con α allungata per compenso.

## Desinenze medio-passive
Le desinenze primarie mediopassive, con l'assenza della diatesi media tipica dell'aoristo e del futuro, sono comuni sia nella flessione tematiche che atematica, restano inalterate. Solo nella II singolare del presente tematico, dell'aoristo I debole e del IV cappatico si ha caduta di sigma intervocalico, e successiva contrazione *λυ-ε-σαι > λύεαι > λυῃ con lo iota sottoscritto, o anche λύει, con dittongo lungo chiuso, frequente a partire dal IV secolo a.C.. La I plurale in -μεσθα è molto antica, frequente in Omero e nell'attico arcaico, ridotta con caduta di sigma e allungamento di ε, e ripresa nella forma arcaica dagli scrittori ellenistici. Per la flessione atematica, Omero usa la III persona plurale in -ατι.
- Desinenze secondarie

Riguardano i tempi storici:
- - Attive tematiche

Singolare
- I -ν
- II -ς
- III -<*τ - la desinenza manca, e spesso

Duale
- II -τον
- III -την - spostamento dell'accento

Plurale
- I -μεν
- II -τε
- III -ν (nell'imperfetto) - εν(*τ)

Le desinenze secondarie divergono dalle primarie in pochi punti, nell'attivo la I singolare che deriva dall'indoeuropeo *-m° sonante, nella coniugazione tematica viene in -ν, nell'atematica è sempre -ν dopo vocale, e α dopo consonante, esempio nell'aoristo I di λύω si ha ἔλῡσᾰ anziché la forma dell'imperfetto ἔλυον. L'α ricorre anche nell'imperfetto di εἰμί, la desinenza della II singolare -ς è probabilmente quella che ricorre nei presenti atematici attivi, mentre (σ)θα mostra una derivazione dal perfetto. La desinenza consonantica della III plurale, dall'originaria alternanza indoeuropea *-enti/*-onti/*-nti, la forma *nt nella flessione tematica diventa -ν per caduta di dentale, frequente nell'imperfetto, che ha la III plurale uguale alla I singolare nell'attivo, mentre per *-onti non ci sono attestazioni in attico, mentre -εν (con caduta di dentale finale), caratterizza la III dell'ottativo (λύοιεν).
Nella flessione atematica si è generalizzata una desinenza in -σαν, in origine usata nell'aoristo I, ma poi esteso anche nell'aoristo III e IV. Nel mediopassivo le desinenze secondarie sono quasi uguali nei due tipi di flessione, la desinenza -σο della II singolare ha fenomeni analoghi alla corrispettiva desinenza primaria, cioè con la caduta di sigma (nella coniugazione tematica dell'imperfetto, dell'aoristo II e IV cappatico), con tale caduta si ha contrazione *ἐλυ-ε-σο >*ἐλεο > ἐλύου; anche se nell'imperfetto atematico si usa il -σο normalmente, come ἐδίδοσο.

### Formazione dell'imperativo
Le desinenze dell'imperativo tematico e atematico differiscono poco. Le forme della III persona plurale attiva e mediopassiva sono sempre in -τωσαν (forma abbreviata -ντων) per l'attivo, e -σθωσαν per il mediopassivo, forme attestate a partire dal V secolo a.C., e affermatesi nella koinè, sarebbero nate dall'aggiunta della desinenza secondaria di -σαν a quelle della III singolare dell'imperativo. Nel duale sia attivo che medio la II persona con vocale breve, identica all'uscita dell'indicativo, si oppone alla III, con la vocale allungata. Le II persone plurali sia attive che mediopassive sono identiche alle rispettive uscite dell'indicativo.
Diversità evidenti sono riscontrabili nella II persona singolare in base all'incontro con la vocale tematica precedente nelle desinenze primarie, e in base ai tempi verbali. Nella flessione tematica la II singolare attiva non ha desinenza, ma la vocale tematica -ε (nel presente), con l'accento circonflesso per la legge del trocheo finale; nella flessione atematica invece c'è l'oscillazione -θι (per i verbi in -μι come ἵσθι /da εἰμί/  - il ι deriva dall'indoeuropeo *-dhi), talora anche il puro tema ῐ̔́στη al presente, per i verbi in -μι, o l'estensione della vocale tematica -ε, come nel caso dei verbi a tema raddoppiato δίδωμι: δίδου <*δι-δο-ε, oppure anche τίθει <*τιθε-ε.
La vocale tematica -ε per l'attivo appare anche nell'imperativo perfetto, quanto a II singolare, mentre per l'aoristo (flessione atematica) si usa la desinenza -ον nell'attivo.
Nella II persona singolare mediopassiva, per l'aoristo I sigmatico si trova la desinenza -αι (*σαι con caduta di sigma intervocalico), la desinenza -ου con accento circonflesso, per l'aoristo II forte, e -θι per l'aoristo III fortissimo. Nel caso speciale dei 3 verbi dell'aoristo IV cappatico, per la diatesi attiva nella II singolare si ha la desinenza -ς, per la media la desinenza -ου con accento circonflesso, derivata probabilmente da *-σο con caduta di sigma e successiva contrazione. Per l'aoristo passivo con il suffisso -θη, per la II singolare si usa la desinenza -τι, mentre le altre rimangono quelle della coniugazione attiva.
Imperativo attivo
- Singolare
  - II - ε -θι -ς -ον
  - III - τω
- Duale
  - II -τον
  - III - των
- Plurale
  - II - τε
  - III - ντων, -τωσαν

Imperativo mediopassivo
- Singolare
  - II -σο -(σ)αι
  - III -σθω

- Duale
  - II -σθον
  - III -σθων

- Plurale
  - II -σθε
  - III -σθων - σθωσαν

### Formazione del congiuntivo e dell'ottativo
Il congiuntivo per tutti i tempi sia nella flessione tematica che atematica, è caratterizzato dall'allungamento della vocale tematica -ο del presente. Per analogia, anche nelle coniugazioni atematiche, il congiuntivo ha esteso questa coniugazione a tutti i tempi, e naturalmente nella coniugazione non presenta l'aumento nell'aoristo, mentre per il perfetto passivo, si realizza con la resa al participio mediopassivo del tema, con l'aggiunta del congiuntivo del verbo εἰμί. Per l'aoristo passivo, il congiuntivo si coniuga sempre con l'allungamento della vocale tematica, nella forma attiva.
Nella diatesi attiva e passiva dei verbi contratti, naturalmente avviene la contrazione dell'accento, rispettando anche la legge degli esiti dell'incontro tra le diverse vocali.
Diatesi attiva
- Singolare
  - I -ω
  - II -ῃς (ῳς - ᾳς) -οις, dall'incontro della vocale tematica -ο + ῃς
  - III -ῃ (ῳ - ᾳ) -οι

- Duale
  - II -ητον (ῳτον - ᾳτον) -ουτον
  - III -ητον (ῳτον - ᾳτον) -ουτον

- Plurale
  - I -ωμεν
  - II -ητε
  - III -ωσι

Diatesi media
- Singolare
  - I -ωμαι
  - II -ῃ (ᾳ)
  - III -ηται (ᾳται)

- Duale
  - II -ησθον (ασθον / ῳσθον)
  - III - ησθον (ασθον / ῳσθον)

- Plurale
  - I -ωμεθα (ῳμεθα)
  - II -ησθε (ῳσθε)
  - III -ωνται

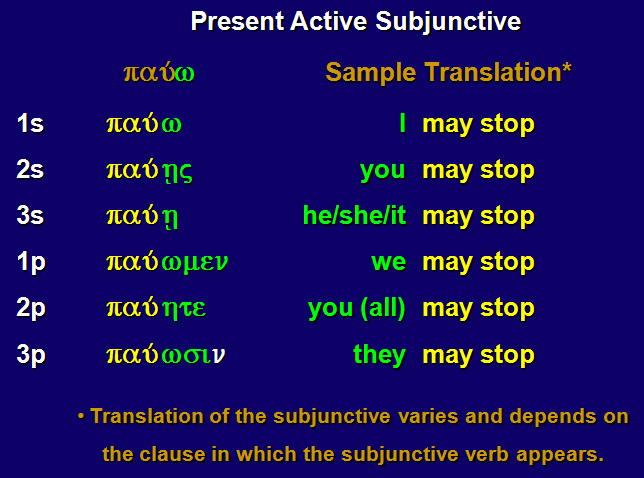
Il presente attivo indicativo e congiuntivo di παύω

La diatesi media atematica rispecchia le desinenze di quella tematica.
Stessa cosa può dirsi per l'ottativo, caratterizzato dal suffisso -οι + desinenza, sia nell'attivo che medio, mentre per i verbi atematici in -μι si ha il suffisso -ιη + desinenza nell'attivo, e nel medio il suffisso -ι lungo + desinenza.
Diatesi attiva tematica
- Singolare
  - I -οιμι
  - II -οις
  - III -οι

- Duale
  - II -οιτον
  - III -οιτην

- Plurale
  - I -οιμεν
  - II -οιτε
  - III -οιεν

Diatesi attiva atematica
- Singolare
  - I -ίην
  - II -ίης
  - III -ίη

- Duale
  - II -ῖτον
  - III -ίτην

- Plurale
  - I -ῖμεν
  - II -ῖτε
  - III -ῖεν

Per la coniugazione atematica dei verbi in -μι si usa il Tema verbale ad apofonia ridotta, esempio φήμι (tema verbale φη-φα si rende ad esempio la I singolare dell'ottativo φαίην)
Diatesi media
- Singolare
  - I -οίμην
  - II -οῖο (doveva avere un sigma intervocalico, poi caduto con allungamento)
  - III -οῖτο

- Duale
  - II -οῖσθον
  - III -οίσθην

- Plurale
  - I -οίμεθα
  - II -οῖσθε
  - III -οῖντο

La diatesi media è uguale sia per i verbi tematici che atematici. Inutile dire che anche l'ottativo come il congiuntivo, nei tempi storici non presenta l'aumento. Nel caso dell'ottativo perfetto passivo, esso come il congiuntivo, si forma con il participio passivo declinato in singolare, duale e plurale, + l'aggiunta del verbo εἰμί nella coniugazione dell'ottativo.

## Formazione dell'aoristo

### Aoristo attivo e medio
L'aoristo è un tempo storico, esprime un'azione vista di per sé a prescindere dalla sua durata, conclusa nel passato, ed esprime dunque il valore della puntualità Se essa viene vista dal suo momento iniziale si ha un aoristo ingressivo, che si traduce al passato remoto, se invece l'azione è vista nel suo momento conclusivo, l'aoristo ha valore egressivo. Come il presente greco, l'aoristo possiede una flessione completa, includente indicativo, congiuntivo, ottativo, imperativo, infinito e participio, presenta tre diatesi: attiva, media e passiva, quest'ultima ha suffissi propri. L'indicativo presenta come l'imperfetto l'aumento, ed è quindi l'unico modo dell'aoristo dotato di un vero e proprio valore temporale (cioè appunto un tempo storico, a differenza dell'imperfetto, che è fortemente legato al presente greco per l'espressione temporale dell'azione). Gli altri modi invece dell'aoristo non hanno alcun valore temporale, non hanno l'aumento, e si differenziano dai corrispettivi presenti e perfetti soltanto per il diverso valore aspettuale, ossia per le desinenze, anche se in alcuni contesti sintattici, possono comunque indicare una distanza temporale.
Lo studio moderno della grammatica suddivide l'aoristo greco in 4 tipi:

## Aoristo debole o primo sigmatico
Include tutti i temi verbali in vocale debole e dittongo, e di vari temi in consonante, si formava in modo atematico unendo al tema temporale il suffisso -σ e le desinenze secondarie dei tempi storici. Dato che in seguito ad alcuni fenomeni fonetici, dovuti all'incontro di liquide e nasali con σ, tale suffisso può scomparire, è stata introdotta una suddivisione, per lo più a scopo didattico, simile alla suddivisione del futuro greco, l'aoristo sigmatico e asigmatico in cui il sigma cade. Nel sigmatico i temi verbali in vocale presentano l'allungamento della stessa iniziale (τιμάω, tema verbale τιμα-τιμη, aoristo = ετίμησα). I temi verbali con radice in vocale usano il grado apofonico allungato. I temi verbali in consonante muta presentano alcune modifiche fonetiche dovute all'incontro della consonante finale del tema verbale con il σ del suffisso (π β φ + σ = ψ / κ γ χ + σ = ξ / τ δ θ + σ = σ). Se dentale è preceduta da ν, cadono interi gruppi tipo νδ o ντ e la vocale che precede subisce l'allungamento di compenso.

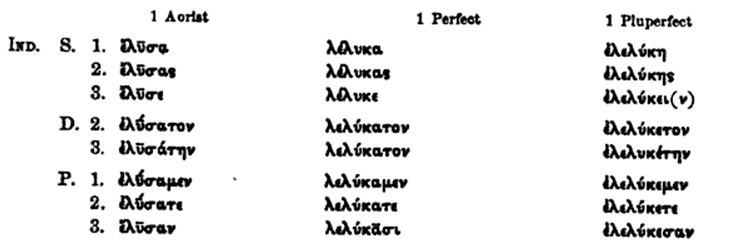
Aoristo, perfetto e piuccheperfetto indicativo attivo di λύω

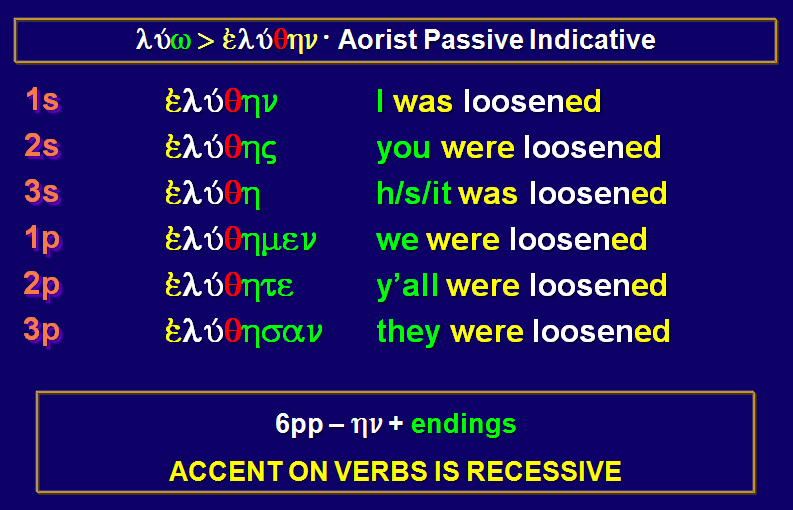
Aoristo passivo indicativo di λύω

L'aoristo asigmatico primo, per comprendere il suo presente, si può procedere come nel futuro, eliminando l'aumento e il suffisso in sigma, in modo da risalire al tema verbale. Questo aoristo si verifica nei verbi con tema in liquida o nasale che si fondono con sigma del suffisso, la consonante finale cade, provocando l'allungamento di compenso della vocale che precede la liquida o la nasale, esempio τίλλω = έτιλα.
Esso, come detto, è proprio dei verbi col tema in liquida (λ, ρ) e in nasale (μ, ν). Aggiungendo a tali temi il suffisso -σα-, si hanno i gruppi fonetici -λσα, ρσα, μσα, νσα- in cui il -σ- cade provocando l'allungamento di compenso della vocale del Tema Verbale secondo le note regole per cui:
- ᾰ se pura > ᾱ, se impura > η.
- ε > ει.
- ῐ > ῑ.
- ῠ > ῡ.

Aumento + tema verbale allungato + α + desinenze Storiche (ἔ-φην-α-ν).
Da notare è che nella forma -ἦρα-, aoristo di -αἴρω, la -η- rappresenta lo aumento temporale, non l'allungamento di compenso dell'-ᾰ- del tema, che diviene -ᾱ-; quindi nel congiuntivo, nell'ottativo, nell'imperativo, nell'infinito e nel participio in cui non c'è aumento, le forme sono, rispettivamente: ἄρω, ἄραιμι, ἆρον, ἆραι, ἄρας.
Eccezioni sono:
- Come nel futuro così nell'aoristo i verbi -κέλλω- (muovo) e -κύρω- (m'imbatto) hanno la forma sigmatica: -ἔκελσα- ed -ἔκυρσα-.
- Alcuni verbi di terza classe allungano l'-ᾰ- breve del tema in -ᾱ-, benché sia impura:
- κερδαίνω (guadagno) tema verbale κερδᾰν aoristo ἐκέρδᾱνα.
- κοιλαίνω (incavo) tema verbale κοιλᾰν aoristo ἐκοίλᾱνα.
- ἰσχναίνω (assottiglio) tema verbale ἰσχνᾰν aoristo ἴσχνᾱνα.
- λευκαίνω (imbianco) tema verbale λευκᾰν aoristo ἐλεύκᾱνα.
- πεπαίνω (faccio maturare) tema verbale πεπᾰν aoristo ἐπέπᾱνα.
- ποιμαίνω (faccio pascolare) tema verbale ποιμᾰν aoristo ἐποίμᾱνα.

1. Allungamento ora in -ᾱ- ora in -η- l'-ᾰ- del tema i verbi:
  - καθαίρω (purifico) tema verbale καθᾰρ aoristo ἐκάθᾱρα, ἐκάθηρα.
  - σημαίνω (indico) tema verbale σημᾰν aoristo ἐσήμᾱνα, ἐσήμηνα.

### Aoristo asigmatico ovvero contratto
Detto anche "contratto", in quanto avviene la caduta del sigma tipico dell'aoristo I, incontrandosi con la consonante finale del Tema verbale, da ciò avviene anche l'allungamento di compenso della vocale tematica. I fenomeni della contrazione sono gli stessi che caratterizzano anche i verbi a futuro contratto, tipici dell'area greca dell'Attica. Per ciò tale futuro è detto anche "attico".
Un esempio di aoristo debole asigmatico, o contratto, è φαίνω, "mostrare".
|          | Indicativo attivo | Congiuntivo attivo | Ottativo attivo  | Imperativo attivo   | Indicativo medio | Congiuntivo medio | Ottativo medio      | Imperativo medio     |
| -------- | ----------------- | ------------------ | ---------------- | ------------------- | ---------------- | ----------------- | ------------------- | -------------------- |
| 1ª sing. | ἔφηνα             | φήνω               | φήναιμι          | -                   | ἐφηνάμην         | φήνωμαι           | φηναίμην            | -                    |
| 2ª sing. | ἔφηνας            | φήνῃς              | φήναις/φήνειας   | φῆνον               | ἐφήνω            | φήνῃ              | φήναιο (< *φήναισο) | φῆναι                |
| 3ª sing. | ἔφηνε             | φήνῃ               | φήναι/φήνειεν    | φηνάτω              | ἐφήνατο          | φήνῃται           | φήναιτο             | φηνάσθω              |
| 2ª duale | ἐφήνατον          | φήνητον            | φήναιτον         | φήνατον             | ἐφήνασθον        | φήνησθον          | φήναισθον           | φήνασθον             |
| 3ª duale | ἐφηνάτην          | φήνητον            | φηναίτην         | φηνάτων             | ἐφηνάσθην        | φήνησθον          | φηναίσθην           | φηνάσθων             |
| 1ª plur. | ἐφήναμεν          | φήνωμεν            | φήναιμεν         | -                   | ἐφηνάμεθα        | φηνώμεθα          | φηναίμεθα           | -                    |
| 2ª plur. | ἐφήνατε           | φήνητε             | φήναιτε          | φήνατε              | ἐφήνασθε         | φήνησθε           | φήναισθε            | φήνασθε              |
| 3ª plur. | ἔφηναν            | φήνωσι             | φήναιεν/ φήνειαν | φηνάντων/ φηνάτωσαν | ἐφήναντο         | φήνωνται          | φήναιντο            | φηνάσθων/ φηνάσθωσαν |

Il participio e l'infinito hanno le seguenti forme:
| Infinito attivo | Participio attivo                   | Infinito medio | Participio medio                               |
| --------------- | ----------------------------------- | -------------- | ---------------------------------------------- |
| φῆναι           | masch. φήνας femm.φήνασα neu. φῆναν | φήνασθαι       | masch. φηνάμενος femm. φηναμένη neu. φηνάμενον |

Il participio aoristo debole attivo asigmatico maschile e neutro ha il tema -αντ- (il maschile singolare, sigmatico, fa cadere -ντ- davanti a sigma allungando per compenso -α-, mentre il neutro mostra il puro tema con caduta di -τ-; in entrambi il genitivo è -αντος) mentre il femminile segue la I declinazione in alfa impuro breve (come μοῦσα).
Alcune osservazioni da fare sono che la coniugazione dell'aoristo debole asigmatico è in tutto analoga a quella dell'aoristo debole sigmatico.
Da notare che aoristi deboli asigmatici si possono considerare anche: εἶπα = dissi (presente λέγω); ἔχεα = versai (presente χέω); ἤνεγκα = portai (presente φέρω) ed altre forme di terza persona plurale (ἧλθαν, εὗραν), che si incontrano nel Nuovo Testamento.

## Aoristo secondo o forte
Detto anche "tematico", ha una forma molto antica, il tema temporale è formato dalla radice (per questo tale aoristo è detto anche radicale) cui viene aggiunta la vocale tematica -ε/ο; la struttura morfologica delle desinenze risulta simile a quella dell'imperfetto, solo nell'indicativo, e per gli altri modi del congiuntivo e dell'ottativo e del participio alle desinenze del presente. Hanno l'aoristo forte quei verbi i cui temi hanno l'apofonia, poiché i temi si formano con due gradi apofonici diversi, per la radice λειπ/λοιπ/λιπ-, si forma il presente λείπω, l'aoristo II è ἔλιπον, con apofonia grado zero, che risulta distinto oltretutto dall'imperfetto ἔλειπον. L'aoristo forte si forma anche con radici verbali che hanno suffissi e infissi nel presente, come λαμβάνω = ἔλαβον.
I temi verbali che hanno l'aoristo forte escono sempre in consonante e sono monosillabici, cioè si identificano con la radice del verbo. Se tale radice presenta variazioni apofoniche, l'aoristo si forma dal tema verbale di grado ridotto (ad esempio -λιπ- rispetto a -λειπ, λοιπ-). L'aoristo forte non si può confondere con l'imperfetto (benché abbiano in comune l'aumento, la vocale tematica e le desinenze storiche), perché si forma dal tema verbale e non dal tema del presente. Hanno l'aoristo forte, quindi, solo i verbi il cui tema del presente differisce dal tema verbale o per uno speciale suffisso (seconda, terza, quarta e quinta classe) o perché presenta il grado medio anziché quello ridotto, o perché deriva da radice del tutto diversa.
Per un esempio di aoristo forte attivo e medio si propone quello di λείπω, "lasciare".
|          | Indicativo attivo | Congiuntivo attivo | Ottativo attivo | Imperativo attivo  | Indicativo medio   | Congiuntivo medio | Ottativo medio     | Imperativo medio    |
| -------- | ----------------- | ------------------ | --------------- | ------------------ | ------------------ | ----------------- | ------------------ | ------------------- |
| 1ª sing. | ἔλιπον            | λίπω               | λίποιμι         | -                  | ἐλιπόμην           | λίπωμαι           | λιποίμην           | -                   |
| 2ª sing. | ἔλιπες            | λίπῃς              | λίποις          | λίπε               | ἐλίπου (<*ἐλίπεσο) | λίπῃ              | λίποιο (<*λίποισο) | λίπου (<*λίπεσο)    |
| 3ª sing. | ἔλιπε             | λίπῃ               | λίποι           | λιπέτω             | ἐλίπετο            | λίπῃται           | λίποιτο            | λιπέσθω             |
| 2ª duale | ἐλίπετον          | λίπητον            | λίποιτον        | λίπετον            | ἐλίπεσθον          | λίπησθον          | λίποισθον          | λίπεσθον            |
| 3ª duale | ἐλιπέτην          | λίπητον            | λιποίτην        | λιπέτων            | ἐλιπέσθην          | λίπησθον          | λιποίσθην          | λιπέσθων            |
| 1ª plur. | ἐλίπομεν          | λίπωμεν            | λίποιμεν        | -                  | ἐλιπόμεθα          | λιπώμεθα          | λιποίμεθα          | -                   |
| 2ª plur. | ἐλίπετε           | λίπητε             | λίποιτε         | λίπετε             | ἐλίπεσθε           | λίπησθε           | λίποισθε           | λίπεσθε             |
| 3ª plur. | ἔλιπον            | λίπωσι             | λίποιεν         | λιπόντων/λιπέτωσαν | ἐλίποντο           | λίπωνται          | λίποιντο           | λιπέσθων/λιπέσθωσαν |

| Infinito attivo | participio attivo                     | infinito medio | participio medio                               |
| --------------- | ------------------------------------- | -------------- | ---------------------------------------------- |
| λιπεῖν          | masch. λιπών femm. λιποῦσα neu. λιπόν | λιπέσθαι       | masch. λιπόμενος femm. λιπομένη neu. λιπόμενον |

Il participio aoristo forte attivo maschile e neutro ha il tema -όντ- (il maschile singolare fa cadere -τ- e allunga per apofonia -ο- in -ω-, mentre il neutro mostra il puro tema con caduta di -τ-; in entrambi il genitivo è -όντος) mentre il femminile segue la I declinazione in alfa impuro breve (come μοῦσα).
Alcune osservazioni ed eccezioni sono:
- Nell'indicativo si ha l'alternanza della vocale tematica -ο-ε, come nella flessione dell'imperfetto. Negli altri modi la coniugazione è analoga a quella del presente.
- Contrariamente alla regola generale sull'accento del verbo, nell'Aoristo forte l'accento cade sulla vocale tematica, anziché sulla radice, nel participio attivo (λιπών, λιποῦσᾰ, λιπόν), l'infinito attivo e medio (λιπεῖν, λιπέσθαι) e imperativo medio (seconda persona singolare λιποῦ).
- È ossitona, per eccezione, la seconda persona singolare dell'imperativo dei cinque aoristi forti dei verbi εἰπον (da φημί) = εἰπέ (dì), ἦλθον (da ἔρχομαι) = ἐλθέ (và, vieni), εὗρον (da εὑρίσκω) = εὑρέ (trova), εἶδον (da ὁράω) = ἰδέ (vedi) e ἔλαβον (da λαμβάνω) = λαβέ (prendi). I loro composti invece seguono la regola generale (es. ἔξ-ελθε; εἴσ-ιδε, ecc.).

- L'aoristo forte dà luogo talora a paradigmi anomali o difettivi. Ad eccezione di ἔκλυον, i seguenti sono i cosiddetti "verbi politematici":
  - εἶδον "vidi" (tema ἰδ-)  viene fatto ricondurre al verbo difettivo ὁράω "vedere"
  - εἶπον "dissi" (tema εἰπ-) viene fatto ricondurre al verbo difettivo λέγω "dire"
  - ἦλθον "venni, andai" (tema ἐλθ-) viene fatto ricondurre al verbo difettivo ἔρχομαι "andare, venire"
  - ἤνεγκον "portai" (tema ἐνεγκ-) viene fatto ricondurre al verbo difettivo φέρω "portare"
  - ἔδραμον "corsi" viene fatto ricondurre al verbo difettivo τρέχω "correre"
  - ἔφαγον "mangiai" viene fatto ricondurre al verbo difettivo ἐσθίω "mangiare"
  - εἷλον "presi" (tema ἑλ-) viene fatto ricondurre al verbo difettivo αἱρέω "prendere"
  - ἔκλυον "udii" ha forme di imperativo atematiche: κλῦθι "ascolta"

- Cinque aoristi conservano imperativi arcaici con l'accento sull'ultima sillaba:
  - εἶδον "vidi" (utilizzato come aoristo di ὁράω "vedere"), imperativo ἰδέ "vedi";
  - ἔλαβον "presi", da λαμβάνω "prendo", imperativo: λαβέ "prendi";
  - εὗρον (o ηὗρον) "presi", da εὑρίσκω "trovo", imperativo εὑρέ "trova";
  - ἦλθον "andai, venni" (utilizzato come aoristo di ἔρχομαι "andare, venire"), imperativo: ἐλθέ "va', vieni";
  - εἶπον "dissi" (utilizzato come aoristo di λέγω "dire"), imperativo: εἰπέ "di' ".

- Alcuni aoristi forti hanno la radice raddoppiata, oltre che aumentata: ess.:
  - dal verbo ἄγω "condurre", radice ἀγ- (cfr. latino ago "condurre"), tema dell'aoristo ἀγαγ-, per cui: ἤγαγον;
  - dalla radice di un verbo di dire si ha l'aoristo senza presente εἶπον, in Omero ἔειπον, da *ἐϝέϝιπον.
  - ἤνεγκον (tema dell'aoristo ἐνεγκ-), radice ἐγκ-/ἐνεκ-/ἐνοκ- (l'aoristo si forma dal grado zero), è utilizzato come aoristo di φέρω "portare".

## Aoristo terzo o fortissimo atematico
Questo aoristo, detto anche "radicale", è la forma più antica di questo tempo, esistente già in Omero, nel dialetto attico è formato solo da una decina di verbi che possiedono l'intero sistema, poi da alcune forme isolate, per lo più attive con significato intransitivo. Essendo atematico, si forma con l'aumento, senza la presenza di infissi, poiché riguarda solo il tema verbale + l'aggiunta delle desinenze storiche (per l'indicativo); il congiuntivo è il solo modo che possiede una flessione tematica con le desinenze del presente in -η-ω, l'ottativo è diverso, ha la caratteristica modale -ιη (anziché oι)-ι, usata anche nei verbi contratti. Il participio presenta l'abbreviamento della vocale per la legge di Osthoff, e la caduta del suffisso -ντ con successivo allungamento di compenso della vocale.
Esempio di aoristo fortissimo è il paradigma di γιγνώσκω, "conoscere"
|              | Indicativo | Congiuntivo | Ottativo         | Imperativo       |
| ------------ | ---------- | ----------- | ---------------- | ---------------- |
| 1ª singolare | ἔγνων      | γνῶ         | γνοίην           | -                |
| 2ª singolare | ἔγνως      | γνῷς        | γνοίης           | γνῶθι            |
| 3ª singolare | ἔγνω       | γνῷ         | γνοίη            | γνώτω            |
| 2ª duale     | ἔγνωτον    | γνῶτον      | γνοῖτον/γνοίητον | γνῶτον           |
| 3ª duale     | ἐγνώτην    | γνῶτον      | γνοίτην/γνοιήτην | γνώτων           |
| 1ª plurale   | ἔγνωμεν    | γνῶμεν      | γνοῖμεν/γνοίημεν | -                |
| 2ª plurale   | ἔγνωτε     | γνῶτε       | γνοῖτε/γνοίητε   | γνῶτε            |
| 3ª plurale   | ἔγνωσαν    | γνῶσιν      | γνοῖεν/γνοίησαν  | γνόντων/γνώτωσαν |

| Infinito | Participio                          |
| -------- | ----------------------------------- |
| γνῶναι   | masch. γνούς femm. γνοῦσα neu. γνόν |

I participio dell'aoristo III segue al maschile e neutro la terza declinazione con il tema -ντ-, aggiunto alla radice abbreviata secondo la legge di Osthoff (*βηντ > βᾰντ, *γνωντ- > γνοντ-, ecc.); il maschile, sigmatico, fa cadere davanti a sigma il gruppo -ντ- e allunga per compenso la vocale radicale, il neutro mostra il puro tema con caduta di -τ-, e in entrambi il genitivo e in -ντος. Il femminile si forma come negli aggettivi della seconda classe a tre uscite con il suffisso -jᾰ aggiunto al tema maschile/neutro (per γνοῦσα: *γνοντ-jα > *γνονσjα > *γνονσα > *γνοσα > γνοῦσα) e segue la prima declinazione in alfa impuro breve. L'ottativo del duale e del plurale, oltre a formarsi con la caratteristica -ι- propria di questo modo al grado zero, può utilizzare come tema la terza persona singolare, che, non avendo desinenza, è stata sentita dai Greci come puro tema e quindi utilizzata anche per il resto della coniugazione dell'ottativo; queste forme sono messe fra parentesi.
Altro esempio di aoristo fortissimo è il paradigma di βαίνω, "andare"
|              | Indicativo | Congiuntivo | Ottativo       | Imperativo     |
| ------------ | ---------- | ----------- | -------------- | -------------- |
| 1ª singolare | ἔβην       | βῶ          | βαίην          | -              |
| 2ª singolare | ἔβης       | βῇς         | βαίης          | βῆθι           |
| 3ª singolare | ἔβη        | βῇ          | βαίη           | βήτω           |
| 2ª duale     | ἔβητον     | βῆτον       | βαῖτον/βαίητον | βῆτον          |
| 3ª duale     | ἐβήτην     | βῆτον       | βαίτην/βαιήτην | βήτων          |
| 1ª plurale   | ἔβημεν     | βῶμεν       | βαῖμεν/βαίημεν | -              |
| 2ª plurale   | ἔβητε      | βῆτε        | βαῖτε/βαίητε   | βῆτε           |
| 3ª plurale   | ἔβησαν     | βῶσιν       | βαῖεν/βαίησαν  | βάντων/βήτωσαν |

| Infinito | Participio                     |
| -------- | ------------------------------ |
| βῆναι    | masch. βάς femm. βᾶσα neu. βάν |

Alcune osservazioni sono:
- La vocale finale del tema si allunga sempre eccetto se seguita da altra vocale o dal gruppo -ντ- (terza persona plurale dell'imperativo, declinazione del participio maschile e neutro).
- La terza persona plurale dell'indicativo ha la desinenza -σαν- invece di -ν-, meno usata.
- Nel congiuntivo la vocale finale del tema si contrae regolarmente con la vocale tematica allungata: ω/η.
- Nell'ottativo la desinenza della prima persona singolare è -ν- anziché -μι- e si ha l'inserzione di -ιη- fra tema e desinenza, tuttavia nel duale e nel plurale si preferisce inserire la sola vocale -ι-, che forma dittongo con la vocale finale del tema.
- La seconda persona singolare dell'imperativo mantiene la desinenza originaria -θι-. Va ricordato tuttavia che la forma isolata del verbo -ἔχω- (ho): σχές è analoga a quella corrispondente dei verbi in -μι-).
- Il participio maschile e neutro nel nominativo singolare è ossitono. Nel nominativo singolare maschile e nel dativo plurale maschile e neutro la caduta di -ντ- davanti al -σ- determina l'allungamento di compenso.
- La forma media dell'aoristo fortissimo si usa solo in rari casi e si coniuga regolarmente, sostituendo le desinenze medie a quelle attive.

## Aoristo quarto oppure cappatico
Antichissima forma di aoristo, che presenta il suffisso -κα alla stessa maniera del perfetto I greco (per questo è detto cappatico), e si incontra soltanto, circa le attestazioni, in tre verbi del greco: ἵημι = ἧκᾰ, δίδωμι = ἔδωκᾰ e infine τίθημι = ἔθηκᾰ.
Presenta sia diatesi attiva che media, il suffisso -κα è presente, per quanto riguarda le attestazioni letterarie, soltanto nelle prime 3 persone singolari, anche se nella storia della lingua, per analogia, il suffisso si estese in tutta la coniugazione. Nella formazione del medio, per l'esempio di ἵημι, in vista della desinenza in vocale lunga - μην della I singolare (così come per il secondo duale e per la I plurale), l'accento non è circonflesso come nelle altre, ma acuto, per legge dei tre tempi, oltretutto l'aumento risulta diverso, poiché nella ricostruzione *ε-jεμεν, lo j intervocalico cade, allungano l'aumento in dittongo, e realizzando l'attuale desinenza della I singolare, così come le altre.

## L'aoristo passivo
L'aoristo passivo è morfologicamente distinto da quello attivo e medio e ha due forme:
- Debole: Formato dal Tema Verbale con l'aggiunta del suffisso -θη-.
- Forte: Formato dal Tema Verbale con l'aggiunta del suffisso -η-.

Aoristo passivo primo o debole
Esso è proprio della maggior parte dei verbi sia in -ω- che -μι-. Si forma dal tema verbale (di solito di grado medio) a cui si premette l'aumento (solo nel modo indicativo) e si fa seguire il suffisso -θη- e le desinenze storiche attive.
Aumento + tema verbale + θη + desinenze storiche attive (Es. ἐ-λύ-θη-ν).
Davanti al suffisso -θη:
- I temi in vocale allungano la vocale finale del tema verbale come avviene nel Futuro e nell'Aoristo Sigmatico. Ci sono alcune eccezioni come alcuni verbi in cui la vocale finale del tema verbale si mantiene breve, oppure molti verbi il cui tema esce in vocale (specie quelli che la mantengono breve nel Futuro e nell'aoristo sigmatico) inseriscono un -σ- (epentesi) tra il Tema e il suffisso -θη- e infine altri verbi che hanno doppia forma, sia con -σ- che senza.
- I temi in dittongo che mantengono inalterato il dittongo del tema verbale. Anche tra di essi alcuni inseriscono un -σ- fra il tema e il Suffisso -θη-.
- I temi in consonante muta subiscono le seguenti modifiche fonetiche:
- Le gutturali si mutano in -χ-.
- Le labiali si mutano in -φ-.
- Le dentali si mutano in -σ-.
- I temi in liquida e in nasale restano inalterati.

Da segnalare:
- Alcuni temi radicali (monosillabici) soggetti ad apofonia all'aoristo passivo debole presentano:
- Il grado debole (α).
- Il grado medio (η).
- Alcuni temi in liquida nell'aoristo passivo debole presentano il tema verbale con metatesi e successivo allungamento della vocale finale. Il fenomeno, anziché con la metatesi, si può spiegare con la vocalizzazione delle antiche semivocali l, m, che davanti a consonante danno: αλ/λα, αμ/μα; donde i passaggi: βλ > βαλ > βλα; κλ > καλ > κλα; τμ > ταμ > τμα.
- Quattro verbi perdono la consonante -ν- del tema verbale davanti al suffisso -θη-. Essi sono:
- κλίνω (piego) aoristo passivo: ἐ-κλί-θην.
- κρίνω (giudico) aoristo passivo: ἐ-κρί-θην.
- πλύνω (lavo) aoristo passivo: ἐ-πλύ-θην.
- τείνω (tendo) aoristo passivo: ἐ-τά-θην.

Un esempio è coniugazione dell'aoristo passivo primo o debole del verbo νικάω, "vincere".
|              | Indicativo                   | Congiuntivo | Ottativo   | Imperativo             |
| ------------ | ---------------------------- | ----------- | ---------- | ---------------------- |
| 1ª singolare | ἐνικήθην                     | νικηθῶ      | νικηθείην  | -                      |
| 2ª singolare | ἐνικήθης                     | νικηθῇς     | νικηθείης  | νικήθητι               |
| 3ª singolare | ἐνικήθη                      | νικηθῇ      | νικηθείη   | νικηθήτω               |
| 2ª duale     | ἐνικήθητον                   | νικηθῆτον   | νικηθεῖτον | νικήθετον              |
| 3ª duale     | ἐνικηθήτην                   | νικηθῆτον   | νικηθείτην | νικηθήτων              |
| 1ª plurale   | ἐνικήθημεν                   | νικηθῶμεν   | νικηθεῖμεν | -                      |
| 2ª plurale   | ἐνικήθητε                    | νικηθῆτε    | νικηθεῖτε  | νικήθητε               |
| 3ª plurale   | ἐνικήθησαν                   | νικηθῶσι    | νικηθεῖεν  | νικηθέντων/νικηθήτωσαν |
| Infinito     | Participio                   |             |            |                        |
| νικηθῆναι    | νικηθείς, νικηθεῖσα, νικηθέν |             |            |                        |

Alcune osservazioni da fare sono:
- Nel congiuntivo la vocale del suffisso (η) e la vocale tematica allungata (ω/η) si contraggono normalmente, con conseguente spostamento dell'accento sulla sillaba contratta.
- Nell'ottativo la desinenza della I singolare è -ν- invece che -μι-; inoltre la vocale del suffisso (η) si abbrevia (ε) davanti alla caratteristica modale -ιη-. Nel duale e nel plurale alle forme: -λυθείητον, λυθειήτην, λυθείημεν, λυθείητε, λυθείησαν- si preferiscono quelle ridotte (λυθεῖτον, ecc...), in cui la caratteristica modale si riduce a -ι-, che forma dittongo con la -ε- del suffisso.
- La II singolare dell'imperativo presenta l'originaria desistenza -θι-, modificata in -τι- per la Legge di Grassmann. Nella terza persona plurale dell'imperativo la forma in -ντων (più frequente di quella in -τωσαν) presenta la vocale del suffisso temporale (η) abbreviata in -ε-, perché é seguita dal gruppo -ντ- (Legge di Osthoff).
- Contrariamente alla regola dell'accento nelle forme verbali, il participio aoristo passivo è sempre ossitono e l'Infinito è sempre properispomeno.

Particolarità a questa forma sono:
- Nell'aoristo passivo debole presentano il tema verbale ampliato con -ε- (che per lo più si allunga in -η- nei verbi: ἁμρτάνω (sbaglio), αὐξάνω (accresco), βούλομαι (voglio), δέω (manco), εὐρίσκω (trovo), (ἐπι)μέλω (sto a cuore), οἴομαι (penso), στερίσκω (privo).
- Fenomeni fonetici particolari presentano gli aoristi passivi deboli dei verbi: θάπτω (seppellisco) = tema verbale ταφ = aoristo passivo ἐ-θάφ-θην (aspirazione della tenue iniziale), θρύπτω (trito) = tema verbale τρυφ = aoristo passivo ἐ-θρύφ-θην (aspirazione della tenue iniziale), κυλίνδω (rotolo) = tema verbale κυλινδ = aoristo passivo ἐ-κυλίσ-θην (scomparsa di -ν-), σπένδω (libo) = tema verbale σπενδ = aoristo passivo ἐ-σπείσ-θην (caduta di -νδ- e allungamento di -ε- in -ει-), σῴζω (salvo) = tema verbale σῳτ/δ = aoristo passivo ἐ-σώ-θην (caduta del -σ-) e τρέφω (nutro) = tema verbale τρεφ = aoristo passivo ἐ-θρέφ-θην (aspirazione della tenue iniziale).
- A volte l'aoristo passivo debole ha anche valore di medio-riflessivo come ad esempio εὐφραίνω (rallegro) = aoristo passivo debole εὐφράνθην = fui rallegrato, mi rallegrai.

Aoristo passivo forte
Differisce dall'aoristo passivo debole o primo unicamente perché il suffisso temporale si riduce alla sola vocale -η-. La sua coniugazione segue quella dell'aoristo passivo debole in tutto il paradigma.
Aumento + tema verbale + η + desinenze storiche attive (Es. ἐ-φάν-η-ν).
Hanno l'aoristo passivo forte circa quaranta verbi col tema, quasi sempre radicale e monosillabico, uscente in consonante muta, in liquida o in nasale. I temi soggetti ad apofonia assumono di solito il grado debole (come nell'aoristo forte).
Un esempio di coniugazione dell'aoristo passivo secondo o forte è φαίνω, "mostrare, sembrare, apparire".
|              | Indicativo             | Congiuntivo | Ottativo | Imperativo         |
| ------------ | ---------------------- | ----------- | -------- | ------------------ |
| 1ª singolare | ἐφάνην                 | φανῶ        | φανείην  | -                  |
| 2ª singolare | ἐφάνης                 | φανῇς       | φανείης  | φάνηθι             |
| 3ª singolare | ἐφάνη                  | φανῇ        | φανείη   | φανήτω             |
| 2ª duale     | ἐφάνητον               | φανῆτον     | φανεῖτον | φάνητον            |
| 3ª duale     | ἐφανήτην               | φανῆτον     | φανείτην | φανήτων            |
| 1ª plurale   | ἐφάνημεν               | φανῶμεν     | φανεῖμεν | -                  |
| 2ª plurale   | ἐφάνητε                | φανῆτε      | φανεῖτε  | φάνητε             |
| 3ª plurale   | ἐφάνησαν               | φανῶσι      | φανεῖεν  | φανέντων/φανήτωσαν |
| Infinito     | Participio             |             |          |                    |
| φανῆναι      | φανείς, φανεῖσα, φανέν |             |          |                    |

Da notare è che quando uno stesso verbo presenta due forme di aoristo passivo (Debole e Forte) talvolta la forma debole ha valore passivo mentre quella forte riflessiva (es. φαίνω "mostro" la forma debole ἐφάνθην "fui mostrato" mentre la forma forte ἐφάνην "mi mostrai, apparvi". In molti casi, invece, entrambe le forme hanno il medesimo significato passivo.
Hanno invece l'aoristo forte passivo, di regola, solo i verbi che non hanno l'aoristo forte attivo. Fanno eccezione -τρέπω- (volgo), e -τρέφω- (nutro), che hanno l'aoristo forte sia attivo (ἔτραπον, ἔτραφον) che passivo (ἐτράπην, ἐτράφην).